# Sunbeam Matabele
Sunbeam Matabele byl letecký motor firmy Sunbeam Motor Car Co. Ltd. Šlo o výkonný letecký motor, který navazoval na předchozí konstrukce stojatého šestiválce Amazon a vidlicového dvanáctiválce Cossack. V květnu 1918 byl úspěšně zkoušen na jednom letounu Airco D.H.4, ale ze zakázky na sériovou zástavbu motoru do D.H.4 nakonec sešlo.
Po válce byl motor upraven pro neletecké použití jako Matabele II. Dva Sunbeamy Matabele poháněly rekordní britský automobil Sunbeam 1000 hp, který v roce 1927 jako první automobil překonal hranici 200 mil/hod (320 km/h).

## Technická data (Sunbeam Matabele I)
- Typ: pístový letecký motor, čtyřdobý zážehový vodou chlazený vidlicový dvanáctiválec (bloky válců svírají úhel 60°) s atmosférickým plněním, vybavený reduktorem, motor pohání levotočivou tažnou vrtuli
- Vrtání válce: 122 mm
- Zdvih pístu: 160 mm
- Celková plocha pístů: 1402 cm²
- Zdvihový objem motoru: 22 445 cm³
- Převod reduktoru: 1,587
- Rozvod: ventilový
- Zapalování: dvěma zapalovacími magnety
- Mazání: tlakové, oběžné
- Hmotnost suchého motoru: 453,6 kg
- Vzletový výkon: 420 hp (313,2 kW) při 2000 ot/min